# لن ینسن
لن ینسن (به انگلیسی: Lene Jenssen) (زادهٔ ۲۲ آوریل ۱۹۵۷ ‏(۶۷ سال)) شناگر اهل نروژ است.